# Stockau Bahnhof
Stockau Bahnhof ist ein Gemeindeteil des Markts Weidenberg im Landkreis Bayreuth (Oberfranken, Bayern). Stockau Bahnhof liegt in der Gemarkung Lessau.

## Lage
Die Siedlung umfasst den westlichen Teil von Stockau, die Straßen tragen allesamt Namen. Zur Siedlung zählt das 1883 zwischen Stockau und Glotzdorf errichtete Bahnhofsgebäude. Die ursprünglich am Bahnhofsgebäude gelegenen Bahnsteige befinden sich heute einige hundert Meter näher am Kernort Stockau.

## Geschichte
Stockau Bahnhof wurde auf dem Gemeindegebiet von Lehen gegründet. Der Bahnhof an der Bahnstrecke Weiden–Bayreuth wurde erstmals im Fahrplan von 1876 genannt, das peripher gelegene Bahnhofsgebäude stammte aus dem Jahr 1883. Am 1. Mai 1978 wurde Stockau Bahnhof im Zuge der Gebietsreform in Bayern in die Gemeinde Weidenberg eingegliedert.

### Einwohnerentwicklung
| Jahr      | 001885 | 001900 | 001925 | 001950 | 001961 | 001970 | 001987 |
| Einwohner | *      | *      | *      | *      | 5      | 4      | 82     |
| Häuser    | *      | *      | *      | *      | 1      |        | 20     |
| Quelle    | [ 9 ]  | [ 10 ] | [ 11 ] | [ 12 ] | [ 13 ] | [ 14 ] | [ 1 ]  |

## Religion
Stockau Bahnhof ist evangelisch-lutherisch geprägt und nach St. Laurentius (Neunkirchen am Main) gepfarrt.